# Borgå län

Slottslän i Finland 1595-1634.

Borgå län (finska: Porvoon linnalääni) var ett svenskt slottslän i Finland från medeltiden fram till Axel Oxenstiernas länsreform 1634. Residensstad var Borgå.
Länet omfattade östra delen av det historiska landskapet Nyland och omnämns första gången 1460.
Under perioden 1539–1551 bestod länet av socknarna Helsinge, Sibbo, Borgå, Pernå och Pyttis. Det var ett av Viborgs läns tre härad och fick en från Viborg helt oberoende styresman förmodligen först under början av 1550-talet.
Borgå län sammanslogs med Nylands och Tavastehus län. Länet grundades 1634.